# 艾哈迈德·阿瓦德·本·穆巴拉克
艾哈迈德·阿瓦德·本·穆巴拉克（阿拉伯语：أحمد عوض بن مبارك，1968年—），也门政治家，现任外交部长，曾任也门驻美国大使。2024年2月5日，穆巴拉克担任也门总理。